# Латиголь (Вілейський район)
Латиголь (біл. вёска Латыгаль) — село в складі Вілейського району Мінської області, Білорусь. Село підпорядковане В'язинській сільській раді, розташоване в північній частині області. 

## Релігія
- Церква Святого Миколая —1771